# Иван Кёсеги
Иван Кёсеги (венг. Kőszegi Iván, нем. Yban von Güns; ? — 5 апреля 1308) — крупный венгерский магнат на рубеже 13-14 веков. В более ранних историографических работах он был известен как Иван Неметуйвари. Палатин Венгрии (1281, 1287—1288, 1302—1307), бан Славонии (1275, 1284—1285, 1290), глава казначейства (1276, 1291).
Происходя из могущественной семьи Кёсеги, его карьера была охарактеризована серией мятежей против королевской власти. Как один из так называемых олигархов, он основал провинцию в Западной Трансданубии, которая лежала на границе Венгрии с Австрией, и управлял графствами Дьёр, Шопрон, Мошон, Ваш и Зала де-факто независимо от королевской власти с 1280-х годов. Помимо восстаний в Венгрии он вел войны с герцогством Австрийским. Из-за его частых набегов на штирийские провинции, он был назван «Жадным Волком» австрийскими хрониками. В эпоху феодальной анархии Иван Кёсеги обычно играл роль «делателя королей». Например, он трижды приглашал на венгерский престол венецианца Андраша против правящего в Венгрии Ласло IV (1278, 1287, 1290). Он первоначально поддерживал Андраша III после его восшествия на престол, но с 1292 года он обратился против короля и стал сторонником претендента, Карла Мартелла, герцога Салернского. После пересечения династии Арпадов в 1301 году Иван Кёсеги также предал Анжуйский дом и сыграл важную роль в последующей войне за престолонаследие как сторонник Вацлава Чешского, а затем Оттона Баварского.

## Семья
Иван (или Иоанн) родился в 1240-х годах в богатой и влиятельной семье Кёсеги, происходящей из рода (клана) Хедер, как один из четырех сыновей могущественного магнат Хенрика I Кёсеги. Его братьями были Миклош I (? — 1299) , Хенрик II (? — 1310) и Петер (? — 1289), епископ Веспрема с 1275 года.
От брака с неизвестной дворянкой у Ивана Кёсеги было трое детей. Его старшим сыном был Грегори Кёсеги (? — 1297), который занимал некоторые второстепенные должности до того, как скончался в 1297 году. Он оставил двух сыновей, Миклоша III и Андраша, которые унаследовали владения после смерти своего деда Ивана в 1308 году. У Ивана также была дочь, которая вышла замуж за некого Доминика, фамильяра ее отца. В преклонном возрасте в 1300-х годах у Ивана Кёсеги появился младший сын Иван «Волк». После его изгнания из Венгрии Иван «Волк» поселился в Австрии, где стал предком семьи Бернштайн (или Пернштейн). У Ивана Кёсеги также был незаконнорожденным сын Миклош, родившийся в 1282 году от внебрачной связи. Миклош Кёсеги был епископом Дьёра с 1308 по 1336 год.

## Ранняя карьера
Иван Кесеги впервые появился в исторических документах в марте 1265 года, когда он участвовал в битве при Исасеге вместе со своим отцом Хенриком и братом Миклошем. Во время гражданской войны между королем Венгрии Белой IV и его старшим сыном, герцогом Иштваном, отец Ивана был верным сторонником короля и возглавлял королевскую армию против герцога. Однако Иштван одержал решительную победу над армией своего отца, и Хенрик Кесеги и два его сына были захвачены в плен. Его победитель Пусса Тенгерди представил скованного пленника Ивана Кесеги в герцогском лагере после сражения. Кёсеги были взяты в плен, и после битвы при Исасеге Бела IV был вынужден признать власть своего старшего сына Иштвана в восточных частях королевства. 23 марта 1266 года отец и сын подтвердили мир в монастыре Пресвятой Богородицы на острове Маргит, и Хенрик с двумя своими сыновьями, наряду с другими пленниками, были освобождены из плена.
Иштван V взошел на венгерский королевский престол в мае 1270 года, после смерти своего отца. В ответ сестра короля Анна захватила королевскую казну и бежала в Чехию. Несколько магнатов и ближайших советников Белы последовали за ней и покинули Венгрию, в том числе Хенрик Кёсеги, который передал Кесег, Боростьянке (Бернштейн, Австрия) и другие замки вдоль западных границ королю Чехии Оттокару II. В это же время Иван Кёсеги также сдал свои «два замка под названием Штриго» (сегодня Штригова, Хорватия) в комитате Зага королю Чехии. Хенрик и его сыновья провели следующие два года в изгнании при дворе Оттокара в Праге . Их отъезд вызвал войну между Венгрией и Чехией, которая продолжалась до заключения соглашения в Прессбурге в июле 1271 года. Согласно этому договору, Иштван V обещал, что он не будет помогать противникам чешского короля Оттокара в Каринтии, и Оттокар II отказался от замков, которые он и его сторонники удерживали в Венгрии. Королевские войска вскоре отбили крепости Кёсег, Боростьянке и другие вдоль западной границы Венгрии.
Хенрих Кёсеги и его сыновья вернулись из Чехии в Венгрию после смерти Иштвана летом 1272 года. На трон взошел его десятилетний сын Ласло IV. Во время его несовершеннолетия многие группы баронов боролись друг с другом за верховную власть. Прибывший Хенрик Кёсеги жестоко убил двоюродного брата Ладислава, бана Мачвы Белу, единственного взрослого мужчину из рода Арпадов. Кёсеги вступили в союз с Гуткеледами и Гисинговацами, организовав одну из двух главных баронских групп (в другой доминировали кланы Чак и Моносло). Отец Ивана стал ключевой фигурой на раннем этапе эпохи так называемой феодальной анархии. Когда Хенрик расширил свое господство в королевском совете, Иван служил в качестве ишпана комитата Зала — где в основном находились его первоначальные земли — с сентября 1272 по март 1273 года (с небольшим перерывом в ноябре 1272 года). В этом качестве он участвовал в частных венгерских набегах в Австрию и Моравию, владения Оттокара в феврале 1273 года, наряду с Матушем Чаком, Денишом Пеком, Иоахимом и Амадеем Гуткеледами. После этого Иван Кёсеги занимал должность ишпана Шопрона между июнем 1273 и сентябрем 1274 года. В ответ на венгерские вторжения, войска чешского короля Оттокара вторглись в пограничные земли Венгрии в апреле 1273 года. Они захватили Дьёр и Сомбатхей, разграбив западные графства. Королевский совет послал Иоахима Гуткеледа и Ивана Кёсеги отбить замок Дьёр. Кесеги также участвовал в битве при Лаа в августе. Однако осенью 1273 года король Чехии Оттокар II нанес успешный ответный удар и вновь захватил многие крепости, в том числе Дьёр и Шопрон. Иван Кёсеги успешно защитил Капувар (немец: Вальбах), разрушив плотину на реке Вар (Váh) и затопив прилегающие земли. После этого он сражался в Перестеге и Лосе, преследуя вторгшуюся чешскую армию, используя тактику атаки и отступления. Он безуспешно пытался отбить Шопрона у чешских войск.
Иван Кёсеги потерял влияние на короткое время после битвы при Февени в конце сентября 1274 года, когда Петер Чак победил объединенные силы Кесеги и Гуткеледов. Хенрик Кёсеги был убит, но его сыновьям Миклошу и Ивану удалось бежать с поля боя, отведя свои войска на пограничные земли между Венгрией и Австрией. После этого Петер Чак и молодой король Ласло IV собрали армию на владения клана Кёсеги осенью 1274 года. Их войска вошли в Западную Венгрию, грабя земельные владения братьев Кёсеги. Миклош и Иван укрепились в замке Салонак (сейчас — Штадтшлайнинг, Австрия). Королевская армия осадила форт, но не смогла захватить его из-за наступающей зимы. Благодаря его честолюбивым и беспринципным сыновьям семья Кесеги пережила смерть своего отца.

## Крупный барон

### Восстания против Ладислава IV
Несмотря на их насильственные действия против монарха, братья Кёсеги восстановили свое влияние и вновь взяли власть к весне 1275 года, когда Миклош Кёсеги стал палатином Венгрии, а Иван стал баном Славонии, сначала совместно с Николаем Гуткеледом, а затем единолично. В этом качестве Иван Кесеги отвечал за территорию между рекой Драва и горами Капела, в то время как Гуткелед управлял Адриатическим побережьем. Иван Кёсеги потерял свою должность осенью 1275 года, когда Чаки вновь заняли свои посты в королевском совете. После этого группа Чака развернула массированную военную кампанию против владений Кесеги и Гуткеледа. В то время как Угрин Чак атаковал войска Иоахима Гуткеледа в Февене, Петер Чак разграбил и опустошил территорию Веспремской епархии, возглавляемой епископом Петером Кесеги, братом Ивана. Иоахим Гуткелед и Кёсеги вновь отстранили своих противников от власти на собрании баронов и дворян в Буде около 21 июня 1276 года. Иван Кёсеги стал главой казначейства, а его брат Миклош во второй раз стал палатином Венгрии. Кроме того, Иван был также ишпаном комитата Банья (Аркибанья), который лежал на территории графства Нитра.
Иоахим Гуткелед погиб во время сражения против клана Бабоничей в апреле 1277 года. Месяц спустя генеральная ассамблея объявила короля Ласло IV совершеннолетним. Монарх был уполномочен восстановить внутренний мир всеми возможными средствами. Этими событиями закончилась пятилетняя хаотическая обстановка в королевстве. Кланы Кёсеги и Бабоничи разделили провинцию Иоахима Гуткеледа между собой на границе Трансданубии и Славонии. Во второй половине 1270-х годов Миклош и Иван передавали родовые земельные владения в комитате Вараждин своему младшему брату Хенрику. В ходе раздела земель между двумя старшими братьями в 1279 году Ивану были пожалованы Кёсег, Боростьянке и Шарвар, а Сентвид и Лека (современный Локенхаус, Австрия) перешли в собственность Миклоша II. С тех пор Иван Кёсеги начал проводить независимую политику от Миклоша, что способствовало становлению олигархической провинции к концу XIII века. Одновременно с тем, как король Ласло IV победил своих союзников, клан Герегье, Иван Кёсеги попытался убедить двоюродного брата Иштвана V, Андраша Венецианского, начать борьбу за королевский престол. По его приглашению герцог Андраш впервые приехал в Венгрию в 1278 году. Андраш потребовал себе Славонию, приняв титул «герцог Славонии, Далмации и Хорватии», и вместе с войсками братьев Кесеги дошел до озера Балатон. Принц Андраш также сделал Ивана Кёсеги казначеем своего герцогского двора. Кроме того, с 1278 по 1279 год Иван Кесеги также был назван ишпаном графства Зала. Андраш ничего не добился, однако, и вернулся в Венецию осенью, потому что венгерские королевские войска сыграли решающую роль в победе Рудольфа над Оттокаром II в битве на Марчфельде 26 августа, что укрепило внутриполитические позиции Ласло . После этого братья Кесеги присягнули на верность королю Ласло IV в начале 1279 года при посредничестве прибывшего папского легата Филиппа, епископа Фермо.
Братья Кесеги держались в стороне от конфликта между Ладиславом IV и Филиппом Фермо, который возник из-за вопроса об обращении с языческими куманами в Венгрии. Воспользовавшись хаотической ситуацией, возникшей после прибытия папского легата, Миклош, Иван и Хенрик в последующие месяцы в разное время грабили поместья Загребской епархии. В результате в марте 1281 года загребский епископ Тимофей отлучил их от церкви. После отъезда Филиппа из Венгрии осенью 1281 года Иван Кесеги был провозглашен палатином королем Ласло IV, несмотря на свое предыдущий мятеж . Молодой король хотел отомстить тем баронам, которые захватили его во время конфликта с папским легатом. Как венгерский историк Енё Сюч следует отметить, что это назначение ознаменовало собой возвращение к анархическому типу смены правительств, который характеризовал первые пять царских лет младшего Ладислава. Иван Кесеги активно участвовал в последующей войне против мятежного Фина Абы в середине 1281 года. Его войска присутствовали при осаде замков Геде и Саланц (современные Ходеев и Сланец, Словакия). Тем не менее, он был вскоре уволен с должности палатина, его сменил Матуш Чак при неизвестных обстоятельствах на рубеже 1281—1282 годов.
С начала 1280-х годов братья Миклош и Иван Кесеги распространили свое влияние на комитат Шопрон, воспользовавшись тем, что оба могущественных лидера соседнего клана Чак, Матуш II и Петер, умерли в 1283 или 1284 году. Во время этого курса Иван ввязался в конфликт с несколькими членами клана Осл в этом графстве. В конце 1283 года король Ласло IV осадил город Боростьянко, который удерживал Иван. Однако он оказал сопротивление, вынудив короля снять осаду в начале 1284 года. Во время королевского похода Иван захватил Герборда II Осла и держал его в плену. Впоследствии в нескольких документах упоминаются насильственные действия Ивана в отношении местных землевладельцев, в том числе и Ослов в регионе. По словам историка Дьюлы Кристо, Иван Кёсеги привел под свою юрисдикцию весь комитат Шопрон и присоединил его к своей новой олигархической провинции в 1285 году, когда несколько местных дворян были упомянуты как его родственники. Войска Ивана Кесеги постепенно вытеснили из этого района еще одного местного барона Конрада Дьёра, который когда-то владел огромными земельными участками в комитате Мошон. Земли Конрада лежали в границах интересов двух самых могущественных и агрессивных олигархических провинций — Иван Кесеги захватил его деревни одну за другой в Мошонском уезде к середине 1280-х годов и передал их своим близким и родственникам, Хедервари, в то время как Чаки изгнали его из комитата Пожонь. Иван Кёсеги также убедил членов клана Ják путем угроз и насилия передать ему свои унаследованные земли в графствах Шопрон и Ваш через невыгодные контракты.
После своей неудачи королю Ласло пришлось примириться с братьями Кесеги весной 1284 года. В то время как Миклош Кёсеги снова стал палатином Венгрии, а его брат Иван был назначен баном Славонии. Он сохранил свою должность до следующего года. Последние годы своей жизни Ласло скитался с места на место, оставаясь среди своих куманских подданных. Центральное правительство Венгрии потеряло власть, потому что прелаты и бароны управляли королевством независимо от монарха. Иван Кесеги начал индивидуальную внешнюю политику на пограничных землях между Австрией и Венгрией, создав де-факто независимую провинцию, которая угрожала обоим королевствам. Современные австрийские хроники-анналы Sancti Rudperti Salisburgensis и Steirische Reimchronik Ottokar aus der Gaal («Штирийская Рифмованная хроника») — сообщали о серьезном столкновении Ивана с Альбрехтом I, герцогом Австрии, в 1285 году. Таким образом, войска Кесеги вторглись на соседние земли Габсбургов и вошли в Винер-Нойштадт, опустошив регион и разграбив поселения вдоль реки Лейт. Первоначально Альбрехт Австрийский пытался урегулировать конфликт путем переговоров, но разграбление австрийских и штирийских пограничных земель «стало обычным делом» со стороны Ивана Кёсеги. Поэтому герцог собрал свою армию из Австрии, Штирии и Швабии и поручил своему советнику Герману фон Ланденбергу совершить ответный поход в Венгрию. Австрийцы намеревались осадить Боростянку, но Иван обратился за помощью к трем своим братьям — Миклошу, Петеру и Хенрику, которые набрали армию численностью в 1000 человек. Это было источником неуверенности в армии Ланденберга. Воспользовавшись их бездействием, Иван Кесеги и его войска окружили противника и расстреляли его лагерь из лука. В ходе перестрелки было захвачено несколько австрийских дворян. После этого Альбрехт заключил договор с Кёсеги. В обмен за освобождение пленных герцог пообещал, что поддержит любые усилия и амбиции Ивана Кесеги в Венгерском королевстве против всех его противников, за исключением Священной Римской империи, где правил отец Альберта, Рудольф. Герцог также заявил, что берет Ивана под свою защиту и считает венгерского олигарха своим подданным. В ответ Иван гарантировал, что при необходимости отдаст свои силы в распоряжение Альбрехта.
Архиепископ Лодомер убедил короля Ласло созвать общее собрание в начале лета 1286 года с целью примирения между королем и братьями Кёсеги. Там Ласло предоставил Кёсеги и их близким одногодичный льготный период. В сентябре 1286 года король изгнал из королевского совета членов баронской группы Кесеги — Борша. Пренебрегая соперником Кесеги, кланом Аба, король Ласло IV назначал на высокие посты своих сторонников из мелкой знати. После этого Ласло IV начал свою пятую и последнюю королевскую кампанию против клана Кёсеги в ноябре 1286 года. Король схватил Кесег, но Ивану удалось спастись. Он и его братья перешли на левый берег Дуная, они также захватили замок Прессбург на короткое время. Герцог Австрии Альбрехт воспользовался этой возможностью и выступил маршем в Венгрию, где его армия успешно осадила и захватила Прессбург у Кесеги весной 1287 года. Одновременно прибыли союзники Кесеги, братья Борша — Роланд и Якаб. В марте они совместными силами нанесли поражение армии короля Ласло на реке Житва (Житава). После нового примирения Иван Кесеги был назначен палатином Венгрии, он был впервые упомянут в этом качестве в июне 1287 года . Он также был назван ишпаном графства Шопрон с того года по крайней мере до 1295 года , но вполне вероятно, что он носил этот титул до своей смерти . Будучи палатином, Иван Кесеги созвал три «общих собрания» (generalis congregatio) в комитатае Ваш в июне 1288 года. Это был первый случай, когда палатин созвал окружное собрание по собственной инициативе, пренебрегая вкладом монарха. Историк Дьюла Кристо пишет, что Иван созвал собрание явно без разрешения Ласло. В том же году Иван Кесеги обменял свой замок Плошчица в Славонии (сегодня руины в Иванске, Хорватия) с Гуткеледами на их земли в комитатае Ваш.
Иван Кесеги и его братья участвовали в конфликте между герцогом Альбрехтом Австрийским и Рудольфом фон Гогенеком, архиепископом Зальцбургским, по поводу принадлежности аббатства Адмонт. Архиепископ жаловался, что его подданный, аббат Генрих, поступил на службу к герцогу в качестве генерал-капитана Штирии, и угрожал отлучением от церкви тем священникам, которые занимали светские должности при дворе герцога. В ответ Альбрехт конфисковал аббатство и окружающую его долину Энс у архиепископа. Рудольф собрал свою армию в конце 1288 года. Он заключил союз с кланом Кёсеги и дал клятву, что будет поддерживать их в борьбе против герцога Альбрехта. В соответствии с этим соглашением, как повествует Штейриш-Реймхроник, Иван Кесеги послал отряд из 300 солдат вторгнуться в Штирию и разграбить Радкерсбург. В хрониках говорится, что Иван грабил окрестные города и селения подобно «жадному волку» (лат.: lupus rapax). Его нападение вскоре переросло в крупномасштабную войну на пограничных землях между Австрией и Венгрией. Герцог Альбрехт начал масштабную королевскую кампанию («Güssing Feud»; по-немецки: Güssinger Fehde) со своей 15-тысячной армией против братьев Кесеги и их замков весной 1289 года. Австрийцы захватили по меньшей мере 30 крепостей и поселений вдоль западных границ, включая Надьмартон (Маттерсбург), Немуйвар (Гюссинг), Шопрон (Оденбург), Кабольд (Коберсдорф), Салонак (Штадтшлайнинг), Рохонц (Рехниц) и Овар (Altenburg). Позже Альбрехт организовал еще две экспедиции против Кёёсеги в течение оставшегося года. Его войска захватили Кесег (октябрь), а затем Сентвид (декабрь). Иван сумел отстоять Борость только 26 сентября. Согласно хроникам Альберта, Иван Кесеги приказал изувечить своих 500 австрийских военнопленных. Несмотря на эти завоевания за счет Венгерского королевства, король Ласло IV не вмешивался в войну, а пассивно поддерживал герцога Альбрехта.

### Союзник Андраша, а затем его враг
С согласия Лодомера Иван Кесеги предложил корону дальнему родственнику короля Андрашу Венецианскому. Через двенадцать лет, в начале 1290 года, претендент вернулся в Венгрию. Он назначил Ивана Кесеги баном Славонии и ишпаном графства Ваш. Однако еще до того, как Андраш добился успеха, местный враг Ивана Арнольд Хахот захватил его в плен и отправил ко двору герцога Альбрехта в Вене. Ласло IV был убит своими куманскими подданными в июле 1290 года. После своего освобождения архиепископ Лодомер короновал короля Андраша III в Секешфехерваре 23 июля 1290 года. Хотя Иван Кёсеги и Лодомер совместно пригласили Андраша на венгерский престол, их мотивация была иной: олигарх хотел, чтобы новый управляемый и слабый правитель возглавил королевство вместо непредсказуемого Ласло, в то время как Лодомер был нацелен на укрепление королевской власти, чтобы положить конец политической анархии. В силу своих краткосрочных интересов по восстановлению утраченных имений и замков Иван первоначально поддерживал усилия Андраша. К октябрю 1290 года он передал титул бана Славонии своему младшему брату Хенрику Кёсеги. Иван с февраля по октябрь 1291 года именовался главой казначейства. Он также управлял графством Банья . Когда 31 августа 1290 года император Священной Римской империи Рудольф I попытался отдать Венгрию своему собственному сыну, герцогу Альбрехту Австрийскому, у короля Андраша III также были временные общие интересы с кланом Кёсеги. Сначала Андраш восстановил Овар в апреле 1291 года. После провала дипломатических переговоров между двумя государствами, Иван и два его брата участвовали в военной кампании короля летом 1291 года, когда венгерские войска вторглись в Австрию, вынудив Альбрехта вывести свои гарнизоны из городов и крепостей — включая Прессбург и Шопрон — которые он захватил два года назад, многие из которых были удержаны Кёсеги до их завоевания.
Хайнбургский мир, который завершил войну, был подписан 26 августа 1291 года. Мирный договор предписывал разрушить крепости, которые герцог Австрии Альбрехт захватил у братьев Кесеги, что было в интересах обоих монархов. Кесеги были возмущены поступком Андраша. Иван потерял свою должность главы казначейства и свое положение в королевском совете около октября, в то время как его брат Миклош также лишен должности палатина. На рубеже 1291—1292 годов Иван Кесеги встретился с папским легатом Иоанном, епископом Ези. Во время их переговоров Иван объявил, что признает только того короля, которого поддерживает Святой Престол, что определенно означало предательство Андраша . После нескольких месяцев напряженности братья Кесеги подняли открытое восстание против Андраша весной 1292 года, признав племянника покойного Ласло, Карла Мартела Анжуйского, новым королем Венгрии. В качестве политического жеста его отец король Карл II Неаполитанский постоянно дарил Ивану и его сыну Грегори комитаты Ваш и Шопрон в качестве феодальных владений, что было непривычным элементом феодализма в Венгрии. С тех пор комитата Ваш был узурпирован Иваном и его потомками без перерыва вплоть до 1327 года . Одновременно в письме мать Карла Мартела королева Мария Неаполитанская уполномочила « своего возлюбленного последователя» Ивана начать войну против Андраша, «узурпатора венгерского престола и его сообщников». В то время как Миклош Кёсеги боролся против будущего олигарха, Матуша III Чака, в графстве Пожонь, Иван был активен в графствах Ваш и Зала. Он осадил и занял форт Бузадзигет у верного сторонника Андрея Атюша Хахота. Королевские войска подавили восстание к июлю, но Иван Кесеги захватил и заключил в тюрьму Андраша III во время его путешествия в Славонию на короткое время в августе, как записано в анналах Mellicenses. Он поручил своим верным воинам из замка Мошон охранять пленника. Андраш был освобожден в течение четырех месяцев, после того как его сторонники отправили своих родственников в качестве заложников к Ивану Кесеги (один из них умер в плену).
Его протеже Карл Мартелл скончался в августе 1295 года, оставив Ивана без внешней поддержки. Андраш III женился на Агнессе, дочери герцога Альбрехта Австрийского в феврале 1296 года. Впоследствии, при поддержке своего тестя, Андраш начал еще одну войну против Кёсеги в августе 1296 года. Пока австрийские войска осаждали некоторые замки Ивана, архиепископ Лодомер отлучил братьев от церкви. К октябрю королевской армии удалось захватить только Кёсег и еще два форта у Ивана Кесеги. В то время как Иван Кесеги оставался мятежным в течение оставшейся части правления Андраша, его брат Миклош присягнул на верность монарху после восстания 1296 года, их политические ориентации отделились друг от друга. Примерно в том же году появившийся Матуш Чак стал главным противником короля Венгрии. Река Дунай отмечала границу между развивающимися владениями семейств Кёсеги и Чаков. После закрытия сейма 1298 года Андраш III вступил в формальный союз с пятью влиятельными баронами — Амадеем Абой, Стефаном Акошем, Домиником Ратотом, Деметриусом Балассой и Палом Секом, которые заявили, что они готовы поддержать его против «мятежных баронов», термин которых определенно в первую очередь охватывал Матуша Чака и братьев Кесеги. Иван Кесеги все же поддержал Анжуйский дом. После его избрания в марте 1299 года архиепископ Григорий Бикский (сторонник Анжуйского дома) освободил Ивана и Хенрика от отлучения от церкви. Бикский жил в Трансданубии под покровительством Ивана. Он даже переехал в замок Сенткерешт за рекой Драва между Копривницей и Крижевцами, принадлежавшей Ивану Кесеги, который к тому времени оставался единственным мятежным членом его семьи (Миклош вскоре умер, а Хенрик принял участие в сейме и выступил в качестве одного из посредников между Бикским и его сторонниками, противниками Андраша). Иван Кесеги был в числе тех могущественных магнатов, которые убеждали короля Карла II Неаполитанского послать своего внука, 12-летнего Карла Роберта, в Венгрию, чтобы стать королем.
Однако к приходу молодого претендента летом 1300 года Кёсеги и Матуш Чак вскоре помирились с Андрашем, что помешало успеху Карла. Историк Аттила Жолдос утверждал, что Андраш III заключил новый феодальный контракт с баронами летом 1300 года Матуш Чак и Иван Кесеги (который был самым старшим членом семьи после смерти Миклоша) стали пожизненными палатинами, и Андраш принял их сюзеренитет над своими провинциями, в то время как два самых могущественных сторонника короля, Амадей Аба и Стефан Акош, также получили эту привилегию. В дополнение к ним, два палатина предыдущего года, Роланд Ратот и Апор Пек, также получили титул в качестве противовеса, согласно теории Жолдоса .

### Во время междуцарствия
Король Венгрии Андраш III умер 14 апреля 1301 года. С его смертью пресеклась династия Арпадов. Иван Кесеги был центральной фигурой последующего периода междуцарствия, продолжавшегося в течение семи лет, и различные претенденты — Карл Анжуйский, Вацлав Богемский и Оттон Баварский — боролись за венгерский престол. Воспользовавшись возникшей хаотической ситуацией, Иван Кёсеги объединился со своим бывшим соперником и врагом Германом фон Ланденбергом и захватил аббатство Паннонхальма и прилегающие к нему земли. Его семья незаконно владела аббатством до их падения в 1317 году. В последующие месяцы Иван также захватил королевский замок Овар.
В начале XIV века Венгрия распалась примерно на дюжину независимых провинций, каждая из которых управлялась могущественным магнатом или олигархом. Среди них Матуш Чак доминировал в северо-западной части Венгрии (которая в настоящее время составляет западные территории современной Словакии), Амадей Аба контролировал северо-восточные земли, братья Иван и Хенрик Кесеги управляли Трансданубией и Северной Славонией, Якаб Борша доминировал в Тисантуле, а Ладислав Кан управлял Трансильванией. Иван Кесеги упоминался как палатин с февраля 1302 года. В последующие годы семь баронов владели этим титулом одновременно. Большинство венгерских историков, в том числе Дьюла Кристо и Енё Сюч считало, что эти бароны, например Матуш Чак, Амадей Аба, Иван Кесеги и Иштван Акош, произвольно называли себя палатинами, узурпируя эту должность, которая стала обесцениваться. Иван Кесеги считался «вечным» палатином, наряду с другими могущественными магнатами. Он выполнял свою судебную роль в своей территориальной провинции (графства Шопрон, Ваш и Зала), в дополнение к графству Веспрем, где выступал в качестве судьи в июне 1303 года в судебном процессе между главой Веспрема и некоторыми местными дворянами по поводу собственности. Кроме своей должности палатина, Иван Кёсеги также был назван ишпаном Мошона и Шопрона в 1303 году.
Сразу же после смерти короля Андраша принц Карл Роберт Анжуйский поспешил в Эстергом, где был первый раз коронован. Будучи кандидатом папы римского Бонифация VIII на венгерский престол, Карл всегда был непопулярен, потому что венгерские бароны боялись, что они «потеряют свою свободу, приняв короля, назначенного церковью», как говорится в Венгерской иллюстрированной хронике. Несмотря на свою номинальную поддержку Анжуйского дома в 1290-е годы, Иван Кесеги был среди тех баронов, которые поддерживали короля Чехии Вацлава II. Согласно повествованию Штейришского Реймхроника после того как Вацлав II встретился с венгерской делегацией в Годонине летом 1301 года, чешский король направил своего посланника к Кёсеги и пригласил его на личную встречу. Там вместо себя Вацлав II предложил на венгерский престол своего одиннадцатилетнего сына и тезку Вацлава, который был не только праправнуком Белы IV, но и женихом дочери покойного Андраша III Елизаветы. Иван Кёсеги получил ночь на размышление. Вернувшись в свое жилище, он нашел там 1 000 серебряных монет, много золотых и серебряных предметов и алое сукно. На следующий день Кесеги принял предложение короля, также ссылаясь на щедрость покойного Оттокара II, отца Вацлава, который сделал его рыцарем Тевтонского ордена во время своего изгнания десятилетием раньше. Однако главным мотивом Кёсеги для его поддержки была защита своей провинции от дома Габсбургов. Противник Вацлава Карл Анжуйский был племянником герцога Альбрехта Австрийского, который намеревался вступить в союз со своими родственниками по материнской линии.
Иван и Хенрик II Кёсеги были среди тех венгерских магнатов, которые переехали в Брно, чтобы приветствовать молодого принца Вацлава, прибывшего в Венгрию с армией своего отца. В то время как Буда попала в руки Вацлава, замок Эстергом был захвачен Иваном Кёсеги. который изгнал из замка сторонников Анжуйского дома, включая его бывшего союзника, архиепископа Григория Бикского. Впоследствии он передал форт чешским королевским наемникам в обмен на значительную сумму денег. Вацлав был коронован короной Иштвана Святого Иоанном Хонт-Пазманом, архиепископом Калочи, 27 августа 1301 года. Иван Кёсеги также присутствовал на церемонии коронации Вацлава. После коронации Вацлава Карл I Анжуйский удалился в домен Угрина Чака в южных областях королевства. Карл и его военачальник Иштван Чак осадили Буду, столицу королевства Вацлава, в сентябре 1302 года, но прибывший Иван Кесеги снял осаду. Несмотря на то, что папа римский Бонифаций объявил Карла Роберта законным королем Венгрии 31 мая 1303 года, Иван оставался сторонником Вацлава. Однако многие венгерские магнаты покинули двор Вацлава и присягнули на верность его сопернику в последующие месяцы, в том числе Иштван Акош и Ратоты. Историк Тамаш Кадар утверждает, что Матуш Чак, который также покинул Вацлав в тот же период, но также не поддерживал Карла, имел напряженные отношения с Иваном Кёсеги по поводу принадлежности графства Комаром, унаследовав их соперничество от своих отцов, и их конфликт интересов вызвал его отъезд.
По совету Кесеги, как подчеркивает Штейриш-Реймхроник, король Вацлав II Чешский прибыл в Венгрию во главе большой армии в мае 1304 года, чтобы укрепить позиции своего сына. Богемцы пересекли венгерскую границу в Холице (современный Холич, Словакия), Иван Кёсеги и его «родственники» присоединились к королю Чехии . Направляясь к центру королевства, Вацлав отбил Эстергом, разграбив его сокровищницу, и в июне передал ее Ивану Кёсеги. Однако его переговоры в Буде с местными баронами убедили его, что положение его сына в Венгрии сильно ослабло, и он решил вернуть его обратно в Чехию. Молодой Вацлав не отрекся от Венгрии и сделал Ивана Кёсеги губернатором королевства, прежде чем уехать в Чехию в августе. Чешский король даже взял с собой в Прагу корону Святого Иштвана. После вспышки скандала Иван Кесеги столкнулся с общим гневом и возмущением против своей персоны. Бароны обвинили его в том, что он присвоил королевскую корону. В ответ Иван пообещал через епископа Бенедикта Рада в течение года вернуть корону Иштвана Святого из Богемии, если они гарантируют его безопасность. После этого, согласно Штейриш-Реймхронику, Иван Кёсеги отправил письмо герцогу Оттону Баварскому, внуку Белы IV, и пригласил его на венгерский престол. Соответственно, Иван писал в своем письме, что Оттон может доказать свои способности, приобретя корону от богемского двора. После подписания союза со своим двоюродным братом, Карл Анжуйский и Рудольф III Австрийский совместно вторглись в Богемию осенью 1304 года. Их армия разграбила близлежащие земельные владения в комитатах Шопрон и Мошон, принадлежавшие Ивану Кесеги, и двинулась в Моравию. Согласно краткой анонимной хронике Leobiensis Chronicon Карл начал королевскую кампанию против Ивана Кесеги в 1305 году. Получив помощь от Рудольфа III, он захватил три крепости форта восставшего магната Ивана Кёсеги. В ответ Кесеги из захваченного форта Эстергом своим рейдами разграбил окрестный регион. Поэтому, проживая в Секешфехерваре, архиепископ Томас отлучил братьев Ивана и Хенрика за их преступления против бюргеров Эстергома в июле 1305 года. Он также наложил интердикт на их провинции.
После переговоров Вацлав Чешский отказался от своих притязаний на венгерский престол в пользу герцога Оттона Баварского и передал ему корону Иштвана Святого в Брно 9 октября 1305 года. Когда Оттон Баварский прибыл в Шопрон, он отправил своих посланников к местному магнату Ивану Кесеги, чей первый вопрос состоял в том, привез ли он с собой корону. После благоприятного ответа Иван Кесеги также переехал в Шопрон и сопровождал Оттона в Буду, который достиг столицы около 11 ноября 1305 года. После этого Иван Кесеги отошел от государственных дел и остался в стороне от дальнейших событий. Карл Роберт Анжуйский захватил Эстергом и Вишеград у Кёсеги в июне 1306 года, а затем также захватили многие крепости в северных частях Венгрии (сейчас в Словакии), принадлежащие Димитрию Балассе и его семье. Примерно в то же время австрийские войска разграбили также владения Ивана Кёсеги в графствах Дьёр и Шопрон. Иван не признал Карла своим королем даже после заключения Оттона Баварского в тюрьму и отъезда из Венгрии. Он отсутствовал на этом собрании в октябре 1307 года, где было подтверждено притязание Карла на престол. Согласно Steirische Reimchronik, Иван Кесеги скончался 5 апреля 1308 года. Его провинция и богатство были унаследованы его внуком Миклошем.